# 필코
필코(영어: Philco)는 미국의 전자제품 제조사이다. 사명은 필라델피아 배터리 컴퍼니(Philadelphia Battery Company)의 두문자로, 배터리와 라디오, 텔레비전 등을 제조하였다. 1961년 포드에 매각되어 필코-포드(Philco-Ford)로 개칭하였으며, 1974년 GTE, 1981년 필립스로 매각되었다.